# ロブ・ハーパー
ロブ・ハーパー (Rob Harper, 1955年11月28日 - ) はイギリスのミュージシャン。ザ・クラッシュに初期ドラマーとして1976年12月から1977年1月まで在籍していた。

## 来歴
ハーパーは学生バンドで最初はギターを弾いていたが、マーク・ノップラーをボーカルとして招聘したときに、彼にギターを任せ、ベースへとスイッチした。ザ・カフェ・レーサーズというバンド名はノップラーの発案によるものである。カレッジ卒業後、ハーパーはサセックス大学へ進学した。その頃ノップラーから後にダイアー・ストレイツとなるバンドにベースでの参加を持ちかけられたが、学業に専念したいという理由でこれを断った。
サセックス大学ではザ・ロケッツというバンドをウィリアム・ブロード（後のビリー・アイドル）、スティーヴ・アップストーンと組み、リードギターを弾いていた。
1976年12月、セックス・ピストルズの悪名高い『アナーキー・ツアー』をサポートするザ・クラッシュに参加。このツアーは低俗さのため、多くの会場でキャンセルされたことで有名である。
ツアー後にハーパーはクラッシュを離れ、クラッシュはテリー・チャイムズを後釜のドラマーとして最初のアルバムのレコーディングを行った。ハーパーのドラムはクラッシュのスタジオ録音には収録されていないが、1976年12月9日、マンチェスターのエレクトリック・サーカスでのライヴが海賊版で出回っており、ここで聴くことができる。
ハーパーはしばらくの間南ロンドンのR&Bバンド、ザ・マローダーズでギターを弾いた。このバンドはUKサブズのチャーリー・ハーパーが結成したものである。このバンドにはUKサブズのオリジナル・ベーシストでザ・ダズラーズのメンバーでもあるスティーヴ・スラックもいた。
後にハーパーは短命に終わったパワー・ポップ・バンド、ザ・ダズラーズを結成し、ギターを弾いた（彼はドラム以外にギター、ベースもこなした）。このバンドは何枚かのシングル（1979年の「ラヴリィ・クラッシュ」等）をリリース、トミー・ラモーンプロデュースでアルバムのレコーディングも行ったが、アルバムリリースの前に解散した。